# クリーブランド・ブルース

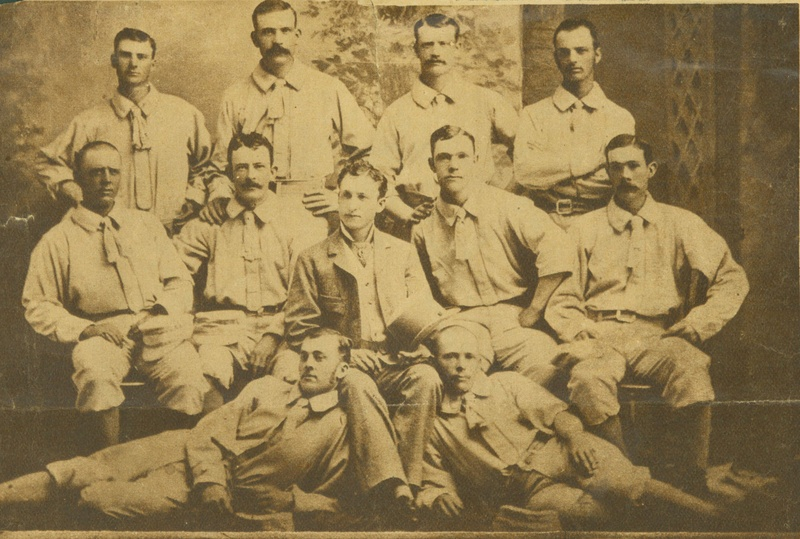
クリーブランド・ブルース(1879年)

クリーブランド・ブルース（Cleveland Blues）は、1879年から1884年にかけて、オハイオ州クリーブランドを本拠地として、ナショナルリーグに加盟していたプロ野球チーム。

## 球団史
1879年にナショナルリーグの新球団としてクリーブランドに設立された。チームが躍進したのは1880年と1883年の2度あり、1880年シーズンは監督を兼任していた投手のジム・マコーミックが45勝28敗、防御率1.85という大活躍をしてチームをリーグ3位にまで押し上げた。その後マコーミック一人で投げていた弊害からチームも成績を落とすが、1883年にヒュー・デイリーを補強しリーグ4位にまで順位を上げた。攻撃面ではビル・フィリップスとフレッド・ダンラップが中心で、ダンラップは1881年に打率.325、1883年に.326の打率を記録している。
しかし1884年にマコーミック、ダンラップ、ヒュー・デイリーがユニオン・アソシエーションに移籍、チームは急遽ジョー・ハーキンスを投手に立てるが、ハーキンスは暴投（48）、失点（300）でリーグ最多を記録、この年のナショナルリーグの最多敗戦投手（32敗）になってしまい、チーム成績も低迷してしまう。1884年にチームは解散、球団のフランチャイズ権は売却されてセントルイス・マルーンズに渡り、1885年にマルーンズがナショナルリーグに加盟することになった。
なお前後するが、クリーブランド・ブルースは1880年6月12日のウースター・ルビーレッグス戦で、リー・リッチモンドにメジャーリーグ史上最初の完全試合を許したチームである。

## 戦績
※順位は勝率による。
| 年度   | リーグ | 試合 | 勝利 | 敗戦 | 勝率 | 順位 | 監督                                    | 本拠地              |
| ------ | ------ | ---- | ---- | ---- | ---- | ---- | --------------------------------------- | ------------------- |
| 1879年 | NL     | 82   | 27   | 55   | .329 | 6位  | ジム・マコーミック                      | Kennard Street Park |
| 1880年 | NL     | 85   | 47   | 37   | .567 | 3位  | ジム・マコーミック                      | Kennard Street Park |
| 1881年 | NL     | 85   | 36   | 48   | .512 | 7位  | マイク・マクギアリー ジョン・クラップ   | Kennard Street Park |
| 1882年 | NL     | 84   | 42   | 40   | .429 | 5位  | ジム・マコーミック フレッド・ダンラップ | Kennard Street Park |
| 1883年 | NL     | 100  | 55   | 42   | .560 | 4位  | フランク・バンクロフト                  | Kennard Street Park |
| 1884年 | NL     | 113  | 35   | 77   | .329 | 7位  | チャーリー・ハケット                    | Kennard Street Park |

## 所属した主な選手
- ビル・フィリップス：一塁手。通算打率.266。
- ジム・マコーミック：1879年、22歳で兼任監督となった。通算265勝214敗。最多勝2回、最優秀防御率1回。
- ネッド・ハンロン：1880年クリーブランドで外野手でデビューしたが、リーグ最多失策を記録、翌年デトロイトに移籍した。

## 主な球団記録
- 通算安打数：590（ビル・フィリップス）
- 通算本塁打：11（フレッド・ダンラップ、ビル・フィリップス）
- 通算打点数：242（ビル・フィリップス）
- 通算勝利数：174（ジム・マコーミック）
- 通算奪三振：1162（ジム・マコーミック）

- ヒュー・デイリーが無安打試合を達成（1883年9月13日）